# Гуткнехт, Гилберт
Гилберт Уильям Гуткнехт-младший (англ. Gilbert William Gutknecht Jr.; род. 20 марта 1951) — американский политический деятель, член Палаты представителей США от Республиканской партии, впервые избранным в 1994 году для представления 1-го избирательного округа Миннесоты. Гуткнехт проиграл переизбрание в 2006 году кандидату от DFL Тиму Уолзу, и его срок закончился в январе 2007 года.

## Биография
Гуткнехт родился в Сидар-Фолс, штат Айова. Он окончил среднюю школу в 1969 году и был первым членом своей большой семьи, кто поступил в колледж, получив степень в области бизнеса в Университете Северной Айовы в 1973 году.
После колледжа Гуткнехт 10 лет проработал продавцом школьных принадлежностей. В 1978 году он поступил в аукционный колледж, а в 1979 году провел свой первый аукцион недвижимости.
Гуткнехт женат на Мэри Кэтрин Киф. У пары трое взрослых детей, и они живут в Рочестере, штат Миннесота, уже более 30 лет, где они являются членами католической церкви Pax Christi.

## Политическая карьера

### Законодательное собрание Миннесоты
В 1983 году Гуткнехт был избран в Палату представителей Миннесоты, где проработал до 1994 года. В течение трёх лет он был лидером Республиканской фракции.

### Палата представителей США
Гуткнехт был избран в Палату представителей США в 1994 году, баллотируясь на место, освободившееся после ухода на пенсию представителя Тима Пенни (DFL), занимавшего шесть сроков. Он прослужил шесть сроков в 104-м, 105-м, 106-м, 107-м, 108-м и 109-м конгрессах, но на выборах в ноябре 2006 года потерпел неудачу в попытке остаться на седьмой срок.
Во время своей работы в Конгрессе Гуткнехт занимал пост председателя подкомитета Палаты представителей по сельскому хозяйству, надзору за операциями, питанию и лесному хозяйству, заместителя председателя Комитета по науке и члена Комитета по правительственным реформам.
В апреле 1995 года журнал Science процитировал помощника Гуткнехта по законодательным вопросам Брайана Харта, который заявил, что федеральные усилия по изучению СПИДа на основе связи с ВИЧ/СПИДом «будут рассматриваться как величайший скандал в истории Америки и заставят Уотергейт выглядеть как развод без вины».
В августе 2002 года Гуткнехт выразил свою поддержку планам по расширению железных дорог Дакоты , Миннесоты и Восточной железной дороги, несмотря на противодействие многих избирателей в Манкейто и Рочестере, обеспокоенных шумом и проблемами дорожного движения.
Он был единственным республиканцем из Миннесоты, который голосовал против Центральноамериканского соглашения о свободной торговле. Он назвал производителей сахарной свеклы в своем округе одной из причин выступить против торгового законопроекта, который в конечном итоге был принят 217 голосами против 215.
Он также спонсировал законопроект, который легализовал бы импорт наркотиков из других стран, несмотря на противодействие Управления по контролю за продуктами и лекарствами. Он был принят Палатой представителей, но положение было исключено из окончательной версии, в основном из-за оппозиции Белого дома и отчета администрации, критикующего импорт.
В январе 2006 года Гуткнехт также выступил против руководства своей партии, когда призвал к новым выборам на все руководящие должности, кроме спикера. Он сказал, что республиканцам необходимо вернуть доверие американского народа после скандала с Джеком Абрамоффом.
В середине 2006 года, вернувшись из Ирака, Гуткнехт заявил, что США следует частично вывести войска из этой страны, снова отойдя от позиции республиканской администрации.
Гуткнехт считался третьим самым консервативным членом делегации Миннесоты в 109-м Конгрессе, набрав 92% консервативных голосов консервативной группы  и 7% прогрессивных голосов либеральной группы.

### События 2006 года и поражение на выборах
Гуткнехт баллотировался на переизбрание в 2006 году. Во время кампании 1994 года он подписал «Контракт с Америкой», который предусматривал внесение поправки в Конституцию для ограничения сроков полномочий в Конгрессе 12 годами. «Контракт» предусматривал голосование по этой поправке. «Если мы когда-нибудь нарушим этот контракт, выгоните нас». В 1995 году Верховный суд постановил в деле US Term Limits, Inc. против Торнтона, что законы об ограничении сроков полномочий в Конгрессе являются неконституционными, поэтому поправка к Конституции является единственным способом введения ограничений сроков полномочий. Гуткнехт голосовал за такую предложенную поправку в 1995 году, которая не набрала двух третей голосов для ее передачи в Сенат. После того, как Гуткнехт был избран в ноябре 1994 года, он пообещал служить не более 12 лет. В марте 1995 года он подготовил законопроект, который запретил бы членам Палаты представителей накапливать дополнительные пенсионные выплаты после того, как они прослужили шесть сроков. «Цель — предоставить еще один стимул для людей оставаться не дольше 12 лет», — сказал он.
В ноябре 1999 года Гуткнехт сказал, что не уверен, что будет придерживаться своей прошлой рекомендации, что законодатели служат не более 12 лет. Он сказал, что ему по-прежнему нравятся ограничения сроков полномочий в принципе, но отметил, что эта тема больше не является первоочередной в общественном сознании. По данным Associated Press, в мае 2004 года он «отступил» от своего обещания 1995 года об ограничении сроков полномочий, заявив, что решение должны принимать избиратели. В марте 2005 года он объявил, что баллотируется на седьмой срок.
В марте 2006 года Гуткнехт сказал группе студентов из Университета штата Миннесота, республиканцев колледжа Манкейто и других, что роль, которую они сыграют на выборах 2006 года, будет столь же важной, как и роль, которую сыграл 1-й полк Миннесоты, удерживая линию фронта в битве при Геттисберге во время Гражданской войны в США. «Нас попросили занять эту позицию, и на этих выборах ставки очень высоки», — сказал Гуткнехт. «И помните, если бы мы проиграли битву при Геттисберге, мы могли бы проиграть войну».
Гуткнехт всегда выбирал подачу петиций при баллотировании в Конгресс вместо уплаты сбора за подачу в размере 300 долларов, назвав это более консервативным подходом в финансовом отношении. Гуткнехт был единственным кандидатом от крупной партии в Миннесоте, подавшим петиции в 2006 году. В августе 2006 года Луис Рейтер из Элгина, Миннесота, подал документы в Верховный суд Миннесоты, пытаясь лишить Гуткнехта права быть упомянутым в первичном голосовании 12 сентября 2006 года. Подача была подготовлена адвокатом по выборам DFL Аланом Вайнблаттом и утверждала, что все кандидаты подпадают под ограничение по времени подачи петиций, и что большинство подписей под петициями были собраны до периода с 4 по 18 июля 2006 года, который, как утверждалось в иске, был применим. Гуткнехт подал петиции 5 июля 2006 года, в первый возможный день для таких заявок. Ранее его никогда не оспаривали по этому поводу. Верховный суд штата рассмотрел дело 22 августа 2006 года и в тот же день отклонил попытку дисквалификации Гуткнехта.
17 августа 2006 года WCCO-TV News в Миннеаполисе сообщил, что члены кампании Гуткнехта внесли изменения в его статью в Википедии. Они заменили часть страницы его официальной биографией в Конгрессе, удалив ссылки на его обещания по ограничению срока полномочий. Офис Гуткнехта использовал учётную запись «Gutknecht01» для попытки предыдущих правок 24 июля; затем эта учетная запись была уведомлена (через её страницу обсуждения) о политике Википедии против самостоятельного редактирования.
Гуткнехт победил Грегори Миккельсона на республиканских праймериз 12 сентября 2006 года, 87%–13%. Гуткнехт потерпел неудачу в своей попытке баллотироваться на седьмой срок, проиграв демократу Тиму Уолзу. После выборов Гуткнехту задали вопрос о возможном возвращении в политику. Он ответил: «Это немного похоже на то, как если бы вы спросили женщину, которая только что вышла из 38-часовых родов и родила 12-фунтового ребенка: «Ну, разве вы не хотите снова забеременеть?» Не сегодня».

### История выборов
1996 Гонка за место в Палате представителей США – 1-й округ
- Гил Гуткнехт (R) (вкл.), 53%
- Мэри Ридер (DFL), 47%

Гонка за место в Палате представителей США 1998 г. – 1-й округ
- Гил Гуткнехт (R) (вкл.), 55%
- Трейси Бекман (DFL), 45%

Гонка за место в Палате представителей США 2000 г. – 1-й округ
- Гил Гуткнехт (R) (вкл.), 57%
- Мэри Ридер (DFL), 42%

Гонка за место в Палате представителей США 2002 г. – 1-й округ
- Гил Гуткнехт (R) (вкл.), 61%
- Стив Андреасен (DFL), 35%
- Грегг Миккельсон (З), 4%

Гонка за место в Палате представителей США 2004 г. – 1-й округ
- Гил Гуткнехт (R) (вкл.), 60%
- Ли Померой (DFL), 35%
- Грег Миккельсон (I), 5%

Гонка за место в Палате представителей США 2006 г. – 1-й округ
- Тим Уолз (DFL), 53%